# 四条畷学园短期大学
四条畷学园短期大学（日语：／ Shijōnawate Gakuen Tankidaigaku *）是一所位于日本大阪府大东市的私立短期大学。

## 概要

### 简介
- 源流成立于1926年[1]。短期大学为于1951年开办[1]、由学校法人四条畷学园经营、为男女同校[2]从2000年（但只保育学科不招収男学生）。

### 历史
- 1964年 四条畷学园女子短期大学成立并同时设置一个学科即家政科[1][3]。
- 1971年 家政科招生最后、次年停止招生（正式停办于1973年3月31日[3]）。
- 1972年 儿童教育学科成立[3]。
- 1982年 儿童教育学科成分离为两个专攻即初等教育学专攻[注 4]和幼儿教育学专攻[注 3]。
- 1989年 教养学科[注 5]成立[3]。
- 2000年 国际交流学科[注 5]成立、改校名为四条畷学园短期大学[3]、开始招収男学生（于教养学科和国际交流学科）。
- 2001年 复健医学科[注 6][注 7]两个专攻即物理治疗专攻[注 8][注 7]和职能治疗专攻[注 9][注 7]成立[3]。
- 2007年 护理福利学科[注 10]成立[3]。

### 宪章
- 请参看四条畷学园短期大学的标志（页面存档备份，存于） （日語） 2014年2月9日阅览。

## 学校环境
- 清风校区：在大阪府大东市学园町：有保育学科有了家政学科、儿童教育学科、护理福利学科。
- 北条校区：在大阪府大东市北条：有生活设计学科[注 1]、有了复健医学科[注 6]物理治疗专攻[注 8]和职能治疗专攻[注 9]

## 历任校长
- 荒木长次：第一代短期大学校长[4]。

## 组织

### 学科
- 保育学科
- 生活设计学科[注 1]

### 前学科
- 家政科[注 2]
- 儿童教育学科[注 3]
  - 初等教育学专攻[注 4]
  - 幼儿教育学专攻[注 3]
- 教养学科[注 5]
- 国际交流学科[注 5]
- 复健医学科[注 6][注 7]
  - 物理治疗专攻[注 8][注 7]
  - 职能治疗专攻[注 9][注 7]
- 护理福利学科[注 10]

### 专科
- 没有

### 业余课程
| - 没有 |

## 相关链接
- 日本短期大学列表